# Fritz Gietzelt
Fritz Gietzelt (* 21. Dezember 1903 in Frankenberg/Sa.; † 29. Mai 1968 in Berlin) war ein deutscher Arzt und Radiologe, der als Direktor der Röntgeninstitute an den Universitäten Leipzig und Berlin wirkte. Er trug maßgeblich zum Aufbau des Nationalen Krebsregisters der DDR bei.

## Leben
Fritz Gietzelt wurde 1903 in Frankenberg/Sa. geboren und studierte von 1925 bis 1933 Medizin in Leipzig, Graz sowie Düsseldorf. Er war von 1933 bis 1939 als Assistenzarzt an der Inneren Klinik des St.-Georg-Krankenhauses in Leipzig tätig und promovierte während dieser Zeit 1935 an der Universität Leipzig. Anschließend wirkte er bis 1944 ebenfalls in Leipzig in privater Praxis für Magen- und Darmkrankheiten. Im Juni 1944 wurde er wegen Widerstandes gegen das NS-Regime verhaftet und im Dezember des gleichen Jahres vom Volksgerichtshof zum Tode verurteilt. Nach der Verbringung nach Dresden zur Urteilsvollstreckung gelang ihm dort während der Luftangriffe auf Dresden im Februar 1945 die Flucht. Im Juli 1945 wurde er Mitglied der Kommunistischen Partei Deutschlands (KPD) und ein Jahr später der Sozialistischen Einheitspartei Deutschlands (SED).

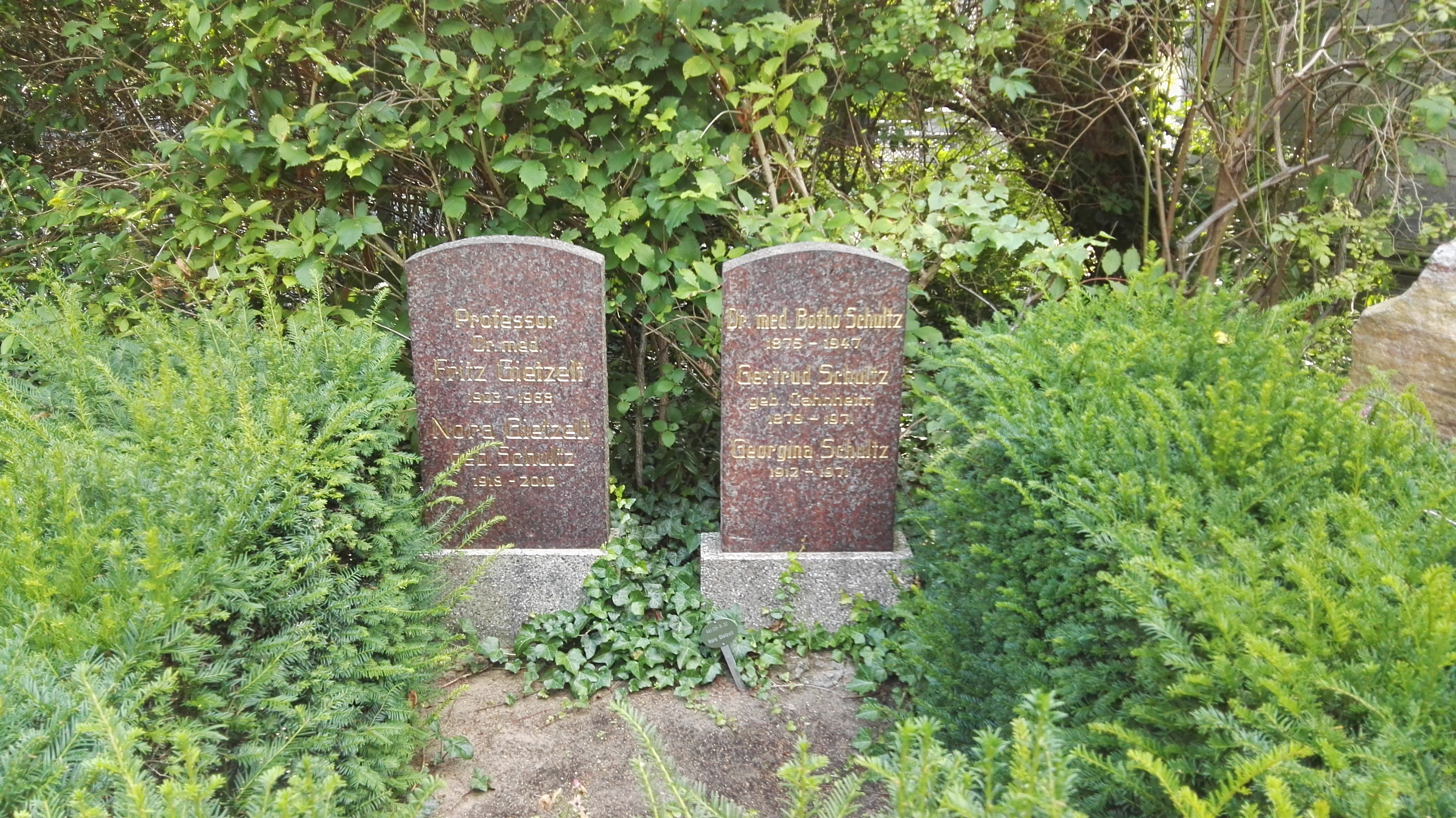
Grabstätte

Nach seiner Rückkehr nach Leipzig wirkte er dort von 1945 bis 1946 zunächst als Oberarzt am St.-Georg-Krankenhaus und an der Medizinischen Universitätsklinik im Stadtkrankenhaus St. Jakob. Anschließend übernahm er, anfangs noch kommissarisch, von 1946 bis 1951 die Leitung des Röntgeninstituts der Universität. Während dieser Zeit wurde er 1950 habilitiert. Anschließend wirkte er bis 1959 als ordentlicher Professor für Röntgenologie und Leiter des Instituts für Röntgenologie und Radiologie sowie als Direktor der Geschwulstklinik an der Charité, dem Universitätsklinikum der Berliner Humboldt-Universität. Von 1951 bis 1962 war er Prorektor der Humboldt-Universität für Forschung. Darüber hinaus gehörte er dem Wissenschaftlichen Rat für die friedliche Anwendung der Atomenergie der DDR an. Er starb 1968 in Berlin und ist auf dem Friedhof der Dorotheenstädtischen und Friedrichswerderschen Gemeinden beigesetzt.

## Auszeichnungen und Würdigung
Fritz Gietzelt, der maßgeblich mitverantwortlich war für die Einführung des Nationalen Krebsregisters der Deutschen Demokratischen Republik (DDR), wurde 1950 der Ehrentitel Verdienter Arzt des Volkes verliehen. Er erhielt darüber hinaus 1960 den Nationalpreis der DDR III. Klasse sowie 1955 den Vaterländischen Verdienstorden in Silber und war ab 1964 ordentliches Mitglied der Akademie der Wissenschaften der DDR. Die vom Koordinierungsrat der Medizinisch-Wissenschaftlichen Gesellschaften der DDR verliehene Fritz-Gietzelt-Medaille trug ihm zu Ehren seinen Namen. Nach Fritz Gietzelt ist darüber hinaus eine Förderschule in Leipzig benannt.

## Werke (Auswahl)
- Die Strahlentherapie im Lichte der modernen Gerinnungsmethoden. Arbeitsgemeinschaft Medizinischer Verlage, Berlin 1951
- Über die medizinischen und biologischen Folgen der Atombombenexplosionen in Japan. Verlag Volk und Gesundheit, Berlin 1956